# 旗国主義
旗国主義（きこくしゅぎ）とは、法の適用範囲に関する立法主義の一つ。原則は海洋法に関する国際連合条約において確認され、第九十二条や第九十四条において、排他的管轄権や旗国の規制義務が明記されている。旗国主義は国家の領土主権の効果が自国船舶・自国航空機内にも及ぶと構成するものであるから属地主義の一種ということができる。
刑法においては、自国船舶・自国航空機内における犯罪に対しては犯人の国籍を問わず自国の刑法を適用するもの。日本の刑法では刑法第1条2項の規定で旗国主義を採用している。